# Топий, Владимир Петрович
Владимир Топий (26 апреля 1955 — 18 февраля 2014, Киев) — участник, защитник Евромайдана. Герой Украины (2014, посмертно).

## Биография
Проживал в селе Вишня Городокского района, что примыкает к Рудкам Самборского района.
Был водителем, работал на львовском «Электроне», позже в аграрном техникуме. Был комбайнером, ездил также на Кубань.

## На Майдане
С 24 декабря 2013 года был в 12-й сотне. Погиб во время пожара в Доме профсоюзов.

### Награды
- Звание Герой Украины с вручением ордена «Золотая Звезда» (21 ноября 2014, посмертно) — за гражданское мужество, патриотизм, героическое отстаивание конституционных принципов демократии, прав и свобод человека, самоотверженное служение Украинскому народу, обнаруженные во время Революции достоинства[1]
- Медаль «За жертвенность и любовь к Украине» (УПЦ КП, июнь 2015) (посмертно)[2]